# Dysschema unifascia
Dysschema unifascia là một loài bướm đêm thuộc phân họ Arctiinae, họ Erebidae.